# 普拉特延山
46°05′26.5″N 7°56′35.5″E / 46.090694°N 7.943194°E

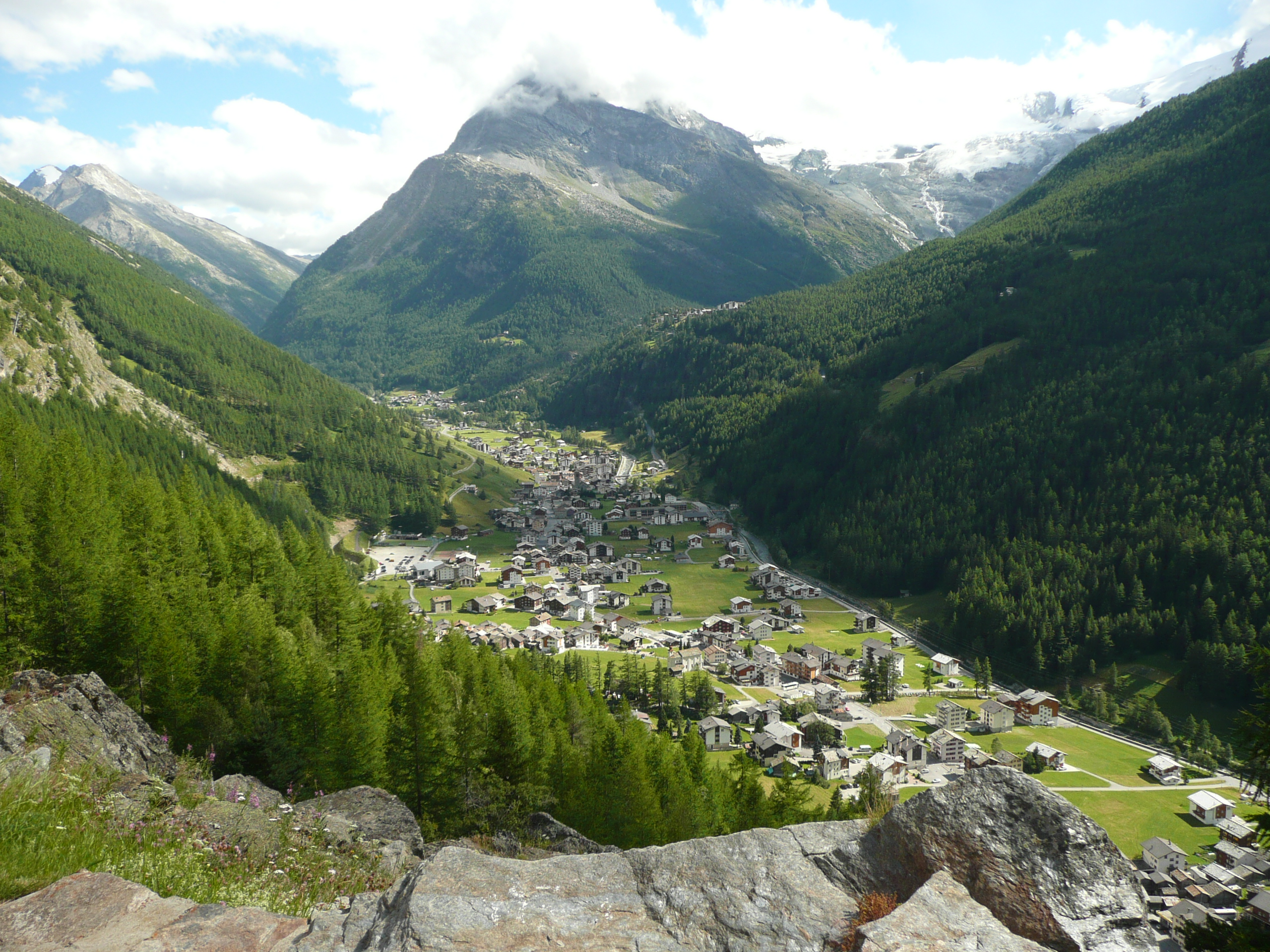

普拉特延山（Plattjen），是瑞士的山峰，位於該國西南部，由瓦萊州負責管轄，屬於本寧阿爾卑斯山脈的一部分，海拔高度2,571米，每年平均降雨量1,585毫米。